# Klasse (scheepvaart)
Een scheepsklasse is één of een aantal schepen die naar hetzelfde bouwplan gebouwd zijn. Als de verschillen tussen twee schepen uit een klasse minimaal zijn spreekt men van zusterschepen. Terwijl een schip wordt afgebouwd kunnen al verbeteringen zijn aangebracht aan het ontwerp voor de volgende, en zo krijgt men variaties binnen een klasse. Als die variaties belangrijk genoeg zijn spreekt men van een subklasse.

## Bij de marine

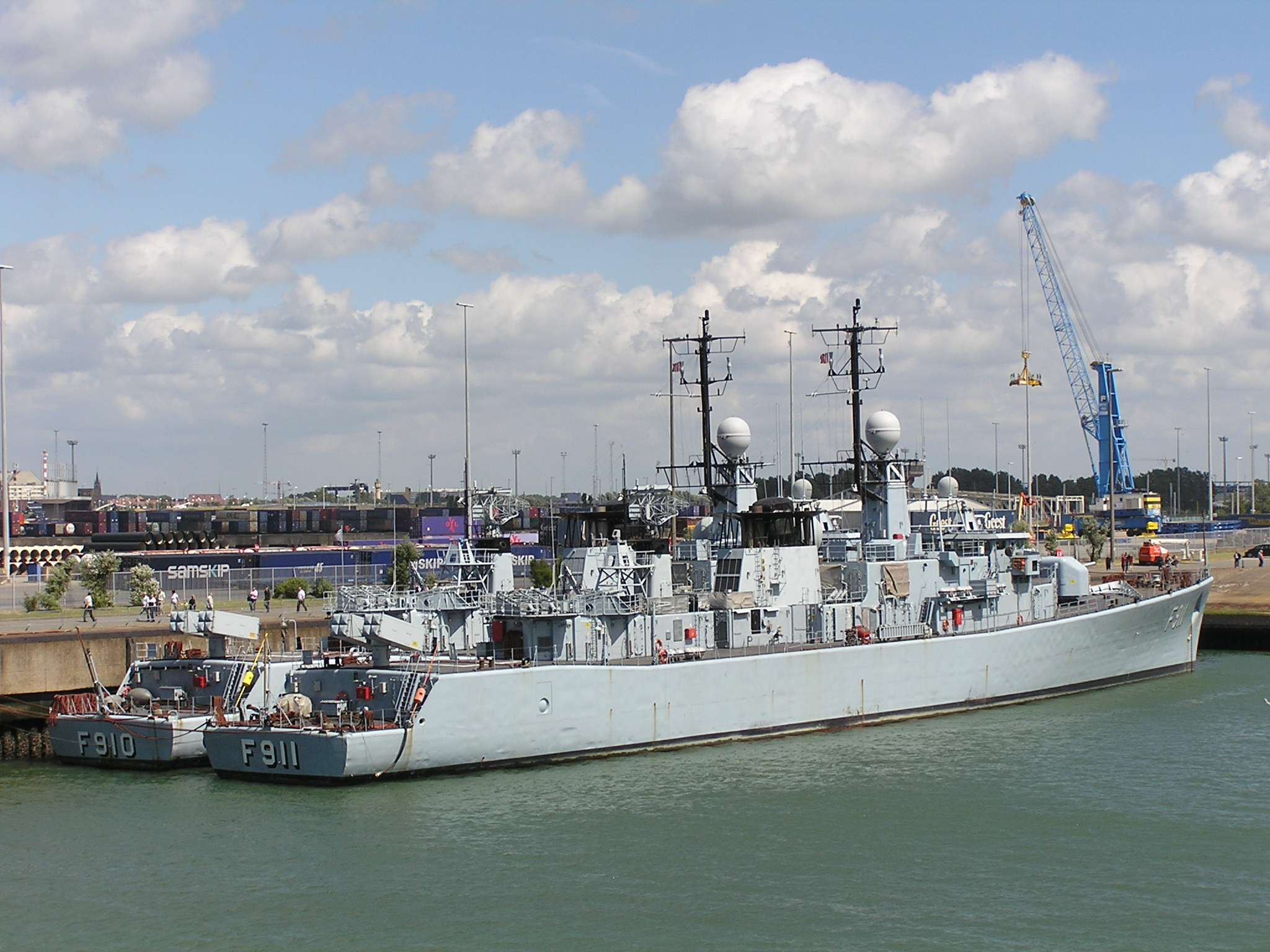
De F910 Wielingen en F911 Westdiep naast elkaar in Zeebrugge in juli 2008.

Een scheepsklasse wordt veelal genoemd naar het eerste schip ervan. Bij Europese zeemachten is dat het eerste schip dat in dienst wordt genomen. Bij de Duitse marine krijgen scheepsklassen een driecijferig nummer toegekend, maar krijgen ze ook informeel de naam van het eerste schip. Bij de Amerikaanse marine is het gangbaar een klasse te vernoemen naar het eerste schip dat van het congres mag worden besteld. Marinescheepsklassen van de Sovjet-Unie kregen niet altijd een naam. Wel kregen ze allen van de NAVO een referentienaam toegewezen.

## Voorbeelden
- De Wielingenklasse is een Belgische serie van vier fregatten uit de jaren 1970, waarvan de F910 Wielingen het eerste schip was.
- De Walrusklasse is een Nederlandse serie van vier onderzeeërs uit de jaren 1990, waarvan de Zr. Ms. Walrus de eerste was.
- De Nimitzklasse is een Amerikaanse serie van tien supervliegdekschepen die tussen 1968 en 2006 werden gebouwd, en waarvan de USS Nimitz de eerste was.